# Damen Fast Crew Supplier 2710
Der Fast Crew Supplier 2710 ist ein Schiffstyp der niederländischen Werft Damen Shipyards Group. Er basiert auf dem Fast Crew Supplier 2610.

## Beschreibung
Die Schiffe sind für den schnellen Transfer von Personal für den Bau bzw. die Instandhaltung von Offshorebauwerken wie z. B. Offshore-Windparks bzw. Bauwerke der Offshore-Öl- und Gasindustrie konzipiert. Sie sind aus Aluminium gefertigt. Der Rumpf ist als Katamaran konzipiert. Er basiert auf dem „Sea Axe“-Konzept der Bauwerft.
Die Schiffe werden von zwei Viertakt-Zwölfzylinder-Dieselmotoren des Herstellers Caterpillar (Typ: C32 TTA) angetrieben. Die Motoren wirken über Getriebe auf je einen Festpropeller. Für die Stromversorgung stehen zwei Generatorsätze mit jeweils 38 kW Leistung (48 kVA Scheinleistung) zur Verfügung. Die Schiffe sind mit zwei Bugstrahlrudern mit jeweils 64 kW Leistung ausgestattet.
Die Schiffe sind nur etwa einen Meter länger als das Vorgängermodell Fast Crew Supplier 2610, sind aber mit einem größeren Deckshaus ausgerüstet und können so in der Standardversion 24 Personen und damit doppelt so viele wie beim Vorgängermodell befördern. Für die Schiffsbesatzung stehen fünf Doppelkabinen zur Verfügung. Auf Kundenwunsch sind auch andere Aufteilungen möglich. Der Bugbereich ist für das Umsteigen von Personal auf Offshore-Bauwerke vorgesehen. Für das Anfahren von Offshore-Bauwerken ist der Bugbereich mit Gummifendern versehen.
Vor und hinter dem Deckshaus befinden sich offene Deckbereiche. Die offene Deckfläche beträgt 90 m². Das Deck kann mit 1,5 t/m² belastet werden. Maximal können an Deck 20 t Last geladen werden. Das Deck kann für den Transport von Containern mit Containerbeschlägen versehen werden. Im Vorschiffsbereich befindet sich auf der Steuerbordseite ein Kran zum Bewegen von Lasten. Der Kran kann bis zu 20 t heben.
Um die Schiffe auch für Vermessungen und gewässerkundliche Aufgaben nutzen zu können, ist der Einbau eines Moonpools möglich.

## Schiffe
| Damen Fast Crew Supplier 2710 | Damen Fast Crew Supplier 2710    | Damen Fast Crew Supplier 2710 | Damen Fast Crew Supplier 2710 | Damen Fast Crew Supplier 2710 |
| Bauname                       | Bauwerft Baunummer               | IMO- Nummer                   | Ablieferung                   | Umbenennungen und Verbleib    |
| ----------------------------- | -------------------------------- | ----------------------------- | ----------------------------- | ----------------------------- |
| HST Hudson                    | Damen Shipyards Antalya 532901   | 9851684                       | Juni 2018                     |                               |
| HST Sofia                     | Damen Shipyards Antalya 532902   | 9868558                       | März 2019                     | 2025: Seazip 10               |
| HST Harri                     | Damen Shipyards Antalya          | 9878589                       | Oktober 2019                  |                               |
| HST Euan                      | Damen Shipyards Antalya 532904   | 9883974                       | Januar 2020                   |                               |
| Falcon 1                      | Damen Shipyards Singapore 532907 | 9884057                       | Februar 2020                  |                               |
| Falcon 2                      | Damen Shipyards Singapore 532908 | 9884069                       | Februar 2020                  |                               |
| Green Waves                   | Damen Shipyards Antalya 532905   | 9887865                       | August 2020                   | 2023: Seazip 9                |
| Allegro                       | Damen Shipyards Antalya 532906   | 9887877                       | April 2021                    |                               |